# 奥尔奈松
奥尔奈松（法語：Ornaisons，法語發音：[ɔʁnɛzɔ̃] ⓘ）是法国奥德省的一个市镇，属于纳博讷区。

## 地理
奥尔奈松（43°10'51"N, 2°50'15"E）面积10.8 平方千米，位于法国奧克西塔尼大區奥德省，该省份为法国南部沿海省份，北起塔恩省，西北接上加龙省，西接阿列日省，南至东比利牛斯省，东临地中海，东北与埃罗省接壤。
与奥尔奈松接壤的市镇（或旧市镇、城区）包括：比扎内、布特纳克、克吕斯卡德、奥尔比约河畔吕克、内维扬。

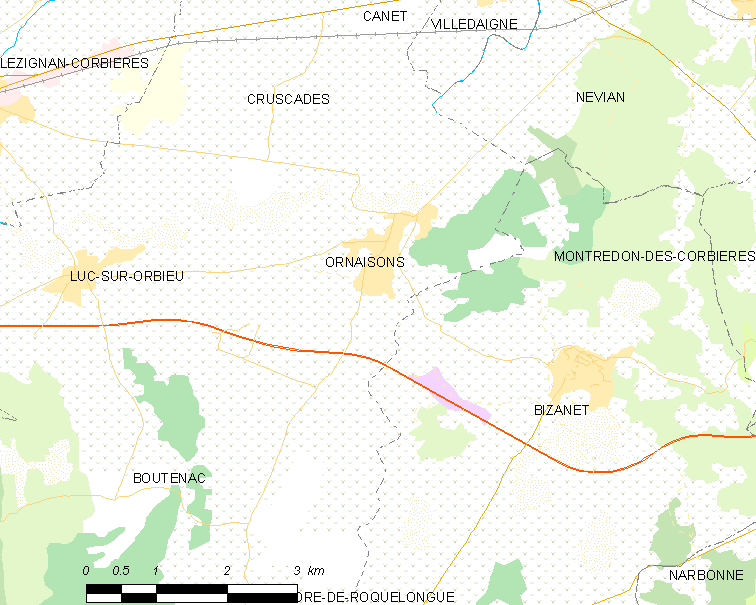
奥尔奈松的OSM定位图

奥尔奈松的时区为UTC+01:00、UTC+02:00（夏令时）。

## 行政
奥尔奈松的邮政编码为11200，INSEE市镇编码为11267。

## 政治
奥尔奈松所属的省级选区为勒莱济尼亚奈县。

## 人口

1962-2008年间奥尔奈松人口变化图示

奥尔奈松于2022年1月1日时的人口数量为1097人。